# Knud Andreassen Baade

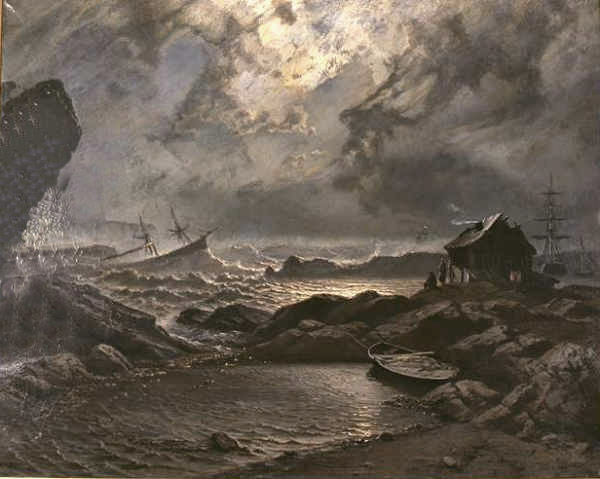
Stormnatt från 1879.

Knud Andreassen Baade, född den 28 mars 1808 i Skjold (nuvarande Vindafjord utanför Stavanger) i Rogaland fylke, död den 24 november 1879 i München, var en norsk landskaps- och marinmålare.

## Biografi
Baade var son till prokuratorn (senare sorenskrivern Andreas Baade (1775-1852) och Johanne Margarethe Magnus (1788–1851). I femtonårsåldern kom han till Bergen, där han fick viss vägledning av en "konstmålare", men mest studerade på egen hand. Med privat hjälp kom han som artonåring till Det Kongelige Danske Kunstakademi i Köpenhamn, där han blev elev till Christoffer Wilhelm Eckersberg. I yngre år ägnade Baade sig åt mytologiska och historiska motiv samt porträtt, och målade bland annat Heimdal kaller gudene til kamp. 1829 återvände han till Norge och verkade som porträttmålare i Kristiania till 1831, då han följde med sin familj till Indre Sogn i Bjørgvin stift. Fjordlandskapets naturskönhet samt en kustresa han gjorde till Trondheim och Nordland 1834 påverkade honom så starkt att han beslutade sig för att överge figurmåleriet och uteslutande ägna sig åt landskapsmåleri. En bekantskap med hans berömde landsman, professor Johan Christian Dahl, ledde till att Baade flyttade till Dresden 1835, där han var Dahls elev mellan 1836 och 1839 och 1843–1845. Under sin vistelse där drabbades han av en ögonsjukdom som i flera år tvingade honom till overksamhet.
1845 kom han till München, där han var bosatt till sin död 1879. Här slog hans talang äntligen igenom, och hans namn blev känt i Tyskland. Med sina månskensbilder från de norska kusterna i effektfull kolorit väckte han uppmärksamhet i inflytelserika och tongivande konstkretsar, och den konstälskande kung Ludvig stödde honom med beställningar och lät ställa upp hans byst i pinakoteket i München. Vid konstutställningen i Genève 1861 fick han första pris.

## Stil
Baade skildrar i sina månskensbilder oftast vilda, sönderrivna klippkuster med stormande hav och drivande skyar, varigenom månljuset bryts. Han tillhör den romantiska skolan och är i sitt sätt att måla närmast påverkad av Dahl. Av Baades målningar finns 52 stycken i Nasjonalgalleriet, bland andra figurkompositionen Fra Kunstakademiet i København (1827) och kustmotiven “Fortuna” (1870) och Måneskinn på den norske kyst (1876). Dessutom tillkommer ett stort antal akvareller och teckningar. Hans arbeten finns även på Neue Pinakothek i München, Nationalmuseum i Stockholm, Kunsthalle i Kiel och grafiska samlingar i Dresden och München.